# Río de Ciudadeja
Río de Ciudadeja är ett vattendrag i Spanien.   Det ligger i provinsen Province of Córdoba och regionen Andalusien, i den sydvästra delen av landet, 300 km söder om huvudstaden Madrid.